# Yasminevirus saudimassiliense
Yasminevirus saudimassiliense ist eine vom International Committee on Taxonomy of Viruses (ICTV) im April 2023 bestätigte Spezies (Art) von Riesenviren in der Familie Mimiviridae, Unterfamilie Klosneuvirinae. Die mit der provisorischen Bezeichnung Yasminevirus sp. GU-2018 2019 erstbeschriebene Spezies ist die einzige in der vom ICTV gleichzeitig bestätigten Gattung Yasminevirus; Referenzstamm ist GU-2018 A1 (kurz A1).

## Beschreibung
Yasminevirus saudimassiliense ist eine Spezies ikosaedrischer Doppelstang-DNA-Viren (Baltimore-Gruppe I) in der Unterfamilie Klosneuvirinae, deren Referenzstamm A1 durch Co-Kultivierung mit freilebenden Amöben der Spezies Vermamoeba vermiformis aus Abwasser isoliert wurde.
Die Riesenviren-Gruppe (und heutige Unterfamilie) der Klosneuviren (wissenschaftlich Klosneuvirinae) wurde zunächst anhand von Metagenomik-Studien (in silico) rekonstruiert, bis das erste Mitglied (Bodo-saltans-Virus) isoliert werden konnte.
Bei dem Referenzstamm von Yasminevirus saudimassiliense handelt es sich nun um das zweite isolierte und kultivierte Riesenvirus in dieser Unterfamilie.

### Morphologie
Transmissionselektronenmikroskopische Analysen zeigten, dass reife Virionen (Viruspartikel) des Referenzstamms A1 eine ähnliche Ultrastruktur aufweisen wie zuvor für das Bodo-saltans-Virus beschrieben.
Der innerste Teil der Virionen mit dem Kerngenom ist offenbar von zwei dünnen Membranschichten umgeben, die sich innerhalb des doppelschichtigen ikosaedrischen Kapsids befinden. Der durchschnittliche Durchmesser des Kapsids beträgt 330 nm, das Kapsid ist von einer dünnen Schicht von Fasern (englisch fibers) bedeckt, die allerdings nur schwer erkennbar sind – bei der Gattung Mimivirus (ebenfalls in der Virusfamilie Mimiviridae) sind solche Fasern oder Fibrillen nachweislich an der Anheftung des Virus an die Wirtszellmembran beteiligt.
Die Viruspartikel konnten in zwei verschiedenen Formen beobachtet werden: In einigen Fällen wies das Virus ein intaktes Doppelkapsid auf, während ein Bruch im Kapsid oft zu einer Morphologie ähnlich wie bei der (vorgeschlagenen) Gattung „Pacmanvirus“ führt.

### Genetik
Y. saudimassiliense hat eine eigene stark erweiterte Translationsmaschinerie, die zum Zeitpunkt der Entdeckung der vollständigsten Translationsapparat der bekannten Virosphäre darstellte. Damit reiht sich die Gattung Yasminevirus unter die quasiautonomen Riesenviren ein, die vom Translationsapparat der Wirtszelle weitgehend unabhängig sind.
Der Referenzstamm Y. saudimassiliense A1 hat ein 2,1 Mbp (Megabasenpaare) großes lineares doppelsträngiges DNA-Genom, das offenbar aus zwei Teilen (engl. scaffolds) zusammengesetzt ist.
Dies war die zur Zeit der Erstbeschreibung größte Genomlänge unter den isolierten Klosneuvirinae , nur „Hyperionvirus“ scheint ein größeres Genom zu haben, sein Genom wurde auf der Grundlage einer in-silico-Rekonstruktion auf 2,38 Mbp geschätzt.
Das Genom kodiert nach den Sequenzanalysen für 1.541 Protein-Kandidaten, bei einem GC-Gehalt von ca. 40,2 %.
Der Stamm A1 verfügt über eine nahezu vollständige Translationsmaschinerie mit 70 tRNAs (Transfer-RNAs), die mit 45 Codons assoziiert sind und 20 Aminosäuren erkennen, wozu 20 Aminoacyl-tRNA-Synthetasen, sowie mehrere Translationsfaktoren und Elongationsfaktoren vorhanden sind.
Das Genom des Virus ist mosaikartig zusammengesetzt, wobei ca. 34 % der Gene ihre nächsten Homologe in anderen Viren haben, gefolgt von ca. 13,2 % mit den nächsten Homologen in Eukaryoten, dann ca. 7,2 % in Bakterien und weniger als 1 % in Archaeen.

### Replikationszyklus
Der Replikationszyklus beginnt mit der Anheftung eines Virions (Viruspartikels) an die Zellmembran der Amöbe.
Vermutlich verinnerlicht die Amöbe das Virusteilchen dann per Phagozytose, wie es auch für die Gattung Mimivirus angenommen wird (eine andere Möglichkeit wäre Endozytose wie bei der Gattung Marseillevirus).
Eine halbe Stunde nach der Infektion sind Viruspartikel im Phagosom der Amöbe nachweisbar,
d. h. das Virus konnte dann aus dem Phagosom entweichen (engl. decoating).
Dieses Ereignis wird auch bei einigen anderen Riesenviren so beobachtet, wie „Pacmanvirus“, Mimivirus und  Marseillevirus, setzt hier aber eine Ansäuerung (engl. acidification) des Phagosoms voraus.
Der nächste Schritt ist der Verlust der (doppelten) Kapsidhülle und die Freisetzung von dessen Inhalt in das Zytoplasma der Amöbe ca. eine bis zwei Stunden nach der Infektion. In dieser Phase sind keine Viruspartikel in der Zelle zu sehen (engl. eclipse phase). Dabei sind Veränderungen im Zellkern zu beobachten, weshalb man vermutet, dass das Virus jetzt die Kontrolle über den Zellkern übernimmt, um die Replikation seines Genoms anzustoßen. Zwölf Stunden nach der Infektion sind die ersten Virusfabriken (VF) in ihrem Frühzustand zu erkennen. In diesen VFs erfolgt dann der Zusammenbau (engl. assembly) der Nachkommenschaft an Virionen.
Im Gegensatz etwa zu Mimivius scheint bei Yasminevirus der Genomerwerb bereits vor der Bildung des vollständigen Kapsids zu erfolgen. Jedenfalls konnten Bajrai et al. klar nur teilweise zusammengesetzte Virionen beobachten, die bereits Genome erworben hatten. Die neuen Virionen verlassen die Zelle per Lysis.

### Wirtsspektrum
Versuche, andere Amöben als Vermaoeba vermiformis zu infizieren und zur Replikation des Stamms A1 zu bringen, waren ohne Erfolg.